# Anne Jahren
Anne Jahren (* 20. Juni 1963 in Bærum) ist eine ehemalige norwegische Skilangläuferin.

## Werdegang
Jahren startete bei den Junioren-Weltmeisterschaften 1981 erstmals international und überraschte die Konkurrenz mit dem Sieg über 5 km und mit der Staffel. Jahren hatte zuvor weder auf nationaler noch auf internationaler Ebene Erfolge feiern können. Im folgenden Jahr holte sie bei den Junioren-Weltmeisterschaften in Murau nochmals Gold mit der Staffel.
Am 15. Januar 1982 gab Jahren ihr Debüt im Skilanglauf-Weltcup. Als Fünfte gelang ihr in La Bresse auf Anhieb ein sehr gutes Ergebnis über 5 km. Bei der Junioren-Weltmeisterschaft 1982 gewann sie erneut den Titel mit der Staffel, verpasste aber die Verteidigung ihres Einzeltitels deutlich. Über 5 km wurde sie nur Achte. Bei den folgenden Nordischen Skiweltmeisterschaften 1982 in Oslo gehörte sie als Ersatzfrau zur Mannschaft, kam aber nicht zu einem Einsatz.
Bei den Norwegischen Meisterschaften 1983 sicherte sie sich über 10 km ihren ersten nationalen Titel. Zuvor war sie bereits fest in den Weltcup-Kader aufgenommen worden und sicherte sich als Zweite in Stachy ihren ersten Podiumsplatz. Auch in Sarajevo und Kavgolovo stand sie auf dem Podium. Bis zum Saisonende scheiterte sie lediglich in Lahti an den Punkterängen. Die Saison beendete sie auf dem fünften Rang der Weltcup-Gesamtwertung.
Mit der folgenden Saison 1983/84 bestritt Jahren ihr erfolgreichstes Jahr in ihrer Karriere. So erreichte sie in Anchorage und Autrans erneut als Dritte das Podium. Bei den folgenden Olympischen Winterspielen 1984 in Sarajevo gewann sie Bronze über 20 km im klassischen Stil. Zudem sicherte sie sich gemeinsam mit Inger Helene Nybråten, Brit Pettersen und Berit Aunli-Kvello die Goldmedaille im Staffelrennen. Diesen Erfolg widmete die Norwegische Post später eine Briefmarke, die alle vier Skilangläuferin zeigte. In den beiden weiteren Einzeldisziplinen über 5 und 10 km landete Jahren auf den Rängen fünf und sieben. Nach weiteren guten Weltcup-Ergebnissen beendete Jahren die Saison auf dem 3. Platz der Gesamtweltcup-Wertung.
Bei den Norwegischen Meisterschaften im Querfeldeinlaufen 1984 war Jahren erstmals auch im Sommer erfolgreich und gewann die Silbermedaille. Im Winter verlief die folgende Saison 1984/85 weniger erfolgreich. In der Gesamtwertung erreichte sie nur Rang 11. Bei der Nordischen Skiweltmeisterschaft 1985 in Seefeld in Tirol gewann sie mit der Staffel die Silbermedaille.
Besser verlief erst die Weltcup-Saison 1985/86. Bereits in ihrem ersten Rennen in Bibawik verpasste Jahren als Vierte nur knapp das Podium. Am 22. Februar 1986 gelang ihr in Kavgolovo der erste Weltcup-Sieg in ihrer Karriere. Bei den folgenden Norwegischen Meisterschaften 1986 in Vang gewann Jahren über 5 sowie über 10 km die Silbermedaille. Auch mit der Staffel verpasste sie den Sieg nur knapp und holte ebenfalls Silber.
In die Saison 1986/87 startete Jahren erst zur Nordischen Skiweltmeisterschaft 1987 in Oberstdorf. Dort kam Jahren über 10 km als Erste ins Ziel und sicherte sich damit ihren ersten und einzigen Einzelweltmeistertitel und zudem auch gleichzeitig ihren zweiten Weltcup-Sieg. Auch bei den folgenden Norwegischen Meisterschaften 1987 in Steinkjer überzeugte sie mit guten Leistungen und sicherte sich neben dem Einzeltitel über 10 km sowie mit der Staffel.
Bei den Olympischen Winterspielen 1988 im kanadischen Calgary verpasste sie als Vierte über 5 km nur knapp eine weitere Einzelmedaille. Über 10 km kam sie als 16. ins Ziel. Mit der Staffel wurde sie Zweite und gewann Silber. Im Januar 1989 stand Jahren beim Weltcup in Klingenthal als Dritte wieder auf dem Podium. Bei der folgenden Nordischen Skiweltmeisterschaft 1989 in Lahti landete Jahren im Einzel über 15 km auf dem fünften Rang, bevor sie gemeinsam mit Inger Helene Nybråten, Nina Skeime und Marianne Dahlmo hinter den Mannschaften aus Finnland und aus der Sowjetunion Bronze in der 4 × 5-km-Staffel gewann.
Nach einer eher schwachen Saison 1989/90 zog sich Jahren aus dem Weltcup zurück und bestritt nur noch einige Langstreckenrennen. So siegte sie 1992 beim Birkebeinerrennet.
Später ließ sich Jahren in Oslo nieder, wo sie als Physiotherapeutin arbeitete. Zudem gibt sie als Trainerin Skikurse.

## Erfolge

### Weltcupsiege im Einzel
| Nr. | Datum            | Ort        | Disziplin                         |
| --- | ---------------- | ---------- | --------------------------------- |
| 1.  | 22. Februar 1986 | Kavgolovo  | 10 km klassisch Individualstart   |
| 2.  | 13. Februar 1987 | Oberstdorf | 10 km klassisch Individualstart 1 |

### Siege bei Skimarathon-Rennen
- 1992 Birkebeinerrennet, 54 km klassisch

## Platzierungen im Weltcup

### Weltcup-Statistik
Die Tabelle zeigt die erreichten Platzierungen im Einzelnen.
- 1.–3. Platz: Anzahl der Podiumsplatzierungen
- Top 10: Anzahl der Platzierungen unter den ersten zehn
- Punkteränge: Anzahl der Platzierungen innerhalb der Punkteränge
- Starts: Anzahl gelaufener Rennen in der jeweiligen Disziplin
- Hinweis: Bei den Distanzrennen erfolgt die Einordnung gemäß FIS.

| Platzierung         | Distanzrennen a | Distanzrennen a | Distanzrennen a | Distanzrennen a | Distanzrennen a | Skiathlon Verfolgung | Sprint | Etappen- rennen b | Gesamt | Team c | Team c  |
| Platzierung         | ≤ 5 km          | ≤ 10 km         | ≤ 15 km         | ≤ 30 km         | > 30 km         | Skiathlon Verfolgung | Sprint | Etappen- rennen b | Gesamt | Sprint | Staffel |
| ------------------- | --------------- | --------------- | --------------- | --------------- | --------------- | -------------------- | ------ | ----------------- | ------ | ------ | ------- |
| 1. Platz            |                 | 2               |                 |                 |                 |                      |        |                   | 2      |        |         |
| 2. Platz            | 2               | 1               |                 |                 |                 |                      |        |                   | 3      |        |         |
| 3. Platz            |                 | 5               |                 | 3               |                 | 1                    |        |                   | 9      |        |         |
| Top 10              | 8               | 17              | 1               | 6               |                 | 1                    |        |                   | 33     |        |         |
| Punkteränge         | 11              | 19              | 3               | 9               |                 | 2                    |        |                   | 44     |        |         |
| Starts              | 11              | 19              | 3               | 9               |                 | 2                    |        |                   | 44     |        |         |
| Stand: Karriereende |                 |                 |                 |                 |                 |                      |        |                   |        |        |         |

### Weltcup-Gesamtplatzierungen
| Saison  | Platz | Punkte |
| ------- | ----- | ------ |
| 1981/82 | 34.   | 16     |
| 1982/83 | 5.    | 113    |
| 1983/84 | 3.    | 104    |
| 1984/85 | 11.   | 74     |
| 1985/86 | 4.    | 88     |
| 1986/87 | 8.    | 59     |
| 1987/88 | 17.   | 29     |
| 1988/89 | 10.   | 60     |
| 1989/90 | 15.   | 31     |